# Otis Rush
Otis Rush (Philadelphia, 29 aprile 1934 – Chicago, 29 settembre 2018) è stato un chitarrista e cantautore statunitense, tra i massimi esponenti del cosiddetto West Side Chicago blues.
Il suo stile ha influenzato molti chitarristi rock-blues degli anni sessanta e settanta tra cui  Mike Bloomfield, Eric Clapton, e Carlos Santana.
Nel 1984 è stato inserito nella Blues Hall of Fame

## Discografia

### Album in studio
- 1969 - Mourning In The Morning
- 1974 - Screamin' And Cryin'
- 1975 - Cold Day In Hell
- 1976 - So Many Roads
- 1976 - Right Place, Wrong Time
- 1978 - Troubles Troubles
- 1989 - Tops
- 1991 - Lost in Blues
- 1994 - Ain't Enough Comin' In
- 1998 - Any Place I'm Going
- 2009 - Chicago Blues Festival 2001

### Live
- 1989 - Blues Interaction - Live In Japan 1986|Blues Interaction -Live In Japan 1986-
- 1993 - Live In Europe
- 2003 - Live Part One
- 2006v Live At Montreux 1986
- 2006 - Live...and in Concert from San Francisco

### Raccolte
- 1969 - Door To Door (con Albert King)
- 1989 - I Can't Quit You Baby - The Cobra Sessions 1956-1958
- 2000 - Good 'Uns - The Classic Cobra Recordings 1956-1958
- 2000 - The Essential Otis Rush - The Classic Cobra Recordings 1956-1958
- 2002 - Blue on Blues - Buddy Guy & Otis Rush
- 2005 - All Your Love I Miss Loving - Live at the Wise Fools Pub, Chicago
- 2006 - Live At Montreux 1986 (con Eric Clapton e Luther Allison)
- 2006 - Blues Giants The Essential Songbook

### Singoli
- 1956 - I Can't Quit You Baby / Sit Down Baby
- 1956 - My Love Will Never Die / Violent Love
- 1957 - Groaning The Blues / If You Were Mine
- 1957 - Jump Sister Bessie / Love That Woman
- 1957 - She's A Good 'Un / Three Times A Fool
- 1958 - Checking On My Baby / It Takes Time
- 1958 - Double Trouble/Keep On Loving Me Baby
- 1958 - All Your Love (I Miss Loving)/My Baby's a Good 'Un
- 1960 - So Many Roads So Many Trains/I'm Satisfied
- 1960 - You Know My Love / I Can't Stop Baby
- 1962 - Homework / I Have to Laugh
- 1969 - Gambler's Blues / You're Killing My Love